# Cabaret Fledermaus
Le Cabaret Fledermaus ou Kabarett Fledermaus (« chauve-souris » en allemand) est un établissement du 1er arrondissement de Vienne (Autriche), dans le centre historique de la ville.
Le premier cabaret, conçu en 1907 par l'architecte Josef Hoffmann dans le style Art nouveau de la Sécession viennoise, et réalisé par la Wiener Werkstätte, était situé dans la Kärntner Straße. Revendue et modifiée à partir de 1913, cette salle demeure connue grâce à des affiches et cartes postales.
Refondé en 1967 non loin de là, dans la Spiegelgasse, par le musicien-compositeur Gerhard Bronner, le Cabaret Fledermaus est actuellement une discothèque.

## Le cabaret Art nouveau
Le Cabaret Fledermaus qui ouvre ses portes le 19 octobre 1907 a été créé à l'initiative de l'entrepreneur Fritz Wärndorfer, cofondateur et mécène de la Wiener Werkstätte (« Atelier viennois » étroitement lié au mouvement de la Sécession viennoise), dans les sous-sols d'un immeuble érigé l'année précédente au 33 de la Kärntner Straße, à l'angle de la rue Johannes.
La décoration intérieure a été conçue dans le style Art nouveau par Josef Hoffmann et entièrement exécutée par la Wiener Werkstätte, dont c'est l'une des premières et des plus significatives réalisations d'envergure. L'Atelier agissait d'ailleurs pour son propre compte puisque le financement aurait été garanti par des paiements anticipés destinés à la construction du Palais Stoclet de Bruxelles.

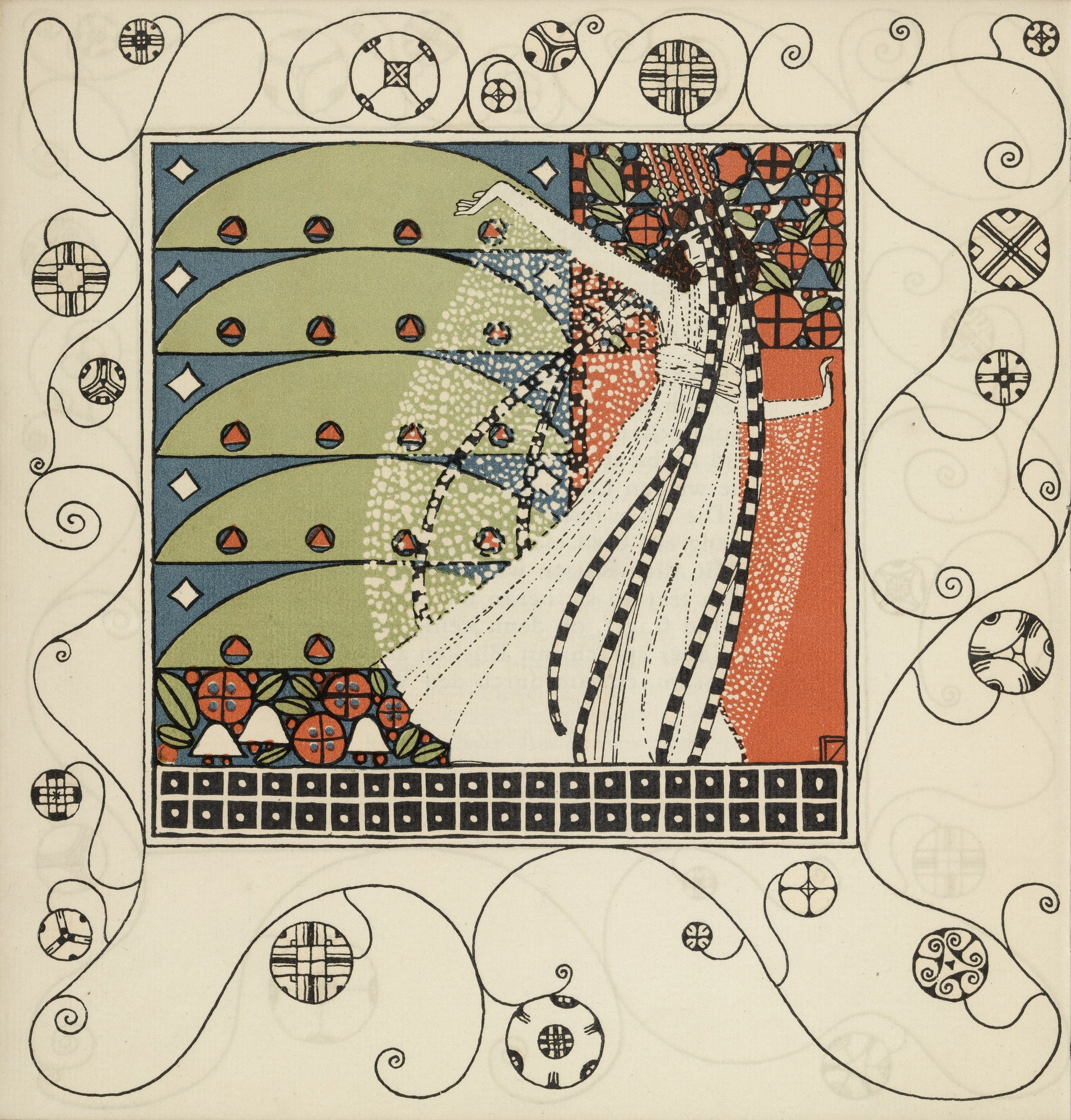
, page d'un programme de 1907.

Outre Josef Hoffmann, plusieurs artistes connus de la mouvance sécessionniste ont participé à l'entreprise, parmi lesquels Gustav Klimt, Koloman Moser, Carl Otto Czeschka, Oskar Kokoschka et peut-être Egon Schiele. Scène, mobilier, vaisselle, affiches et cartes postales, jusqu'aux badges des ouvreuses, tout est sorti de la Wiener Werkstätte, sans oublier le décor mural : 7 000 plaques de marbre et carreaux de céramique colorés composaient une mosaïque couvrant les murs du bar, son comptoir et le vestiaire. Les sièges assortis spécialement dessinés par Hoffmann et fabriqués par Jacob & Josef Kohn sont aujourd'hui encore produits sous ce nom.
La direction artistique est confiée à deux chansonniers et artistes de cabaret d'origine française, Marya Delvard et Marc Henry, qui ont tenu en 1906 à Vienne un éphémère établissement du même genre. Certains textes de spectacle sont écrits par Peter Altenberg, par exemple , mais la plupart des programmes sont dus à Alfred Polgar et Egon Friedell, qui travaillent en duo : le sketch intitulé Goethe est un de leurs plus gros succès. Friedell prend la direction du cabaret de 1908 à 1910, après quoi le niveau des représentations baisse progressivement.
En 1913 le local est vendu puis rouvre en tant que théâtre de revue sous le nom de Femina. Il sert ensuite durant plusieurs décennies de salle de cinéma (Kärntner Kino, Metro vis à vis), et enfin de salle de danse.
En 2020 est proposée au musée du Belvédère, dans le cadre de l'exposition « Into the Night. Die Avantgarde im Nachtcafé » (« Dans la nuit. L'avant-garde au bar nocturne »), une reconstitution permettant de parcourir la salle du bar telle qu'elle se présentait en 1907.

## Le nouveau cabaret Fledermaus

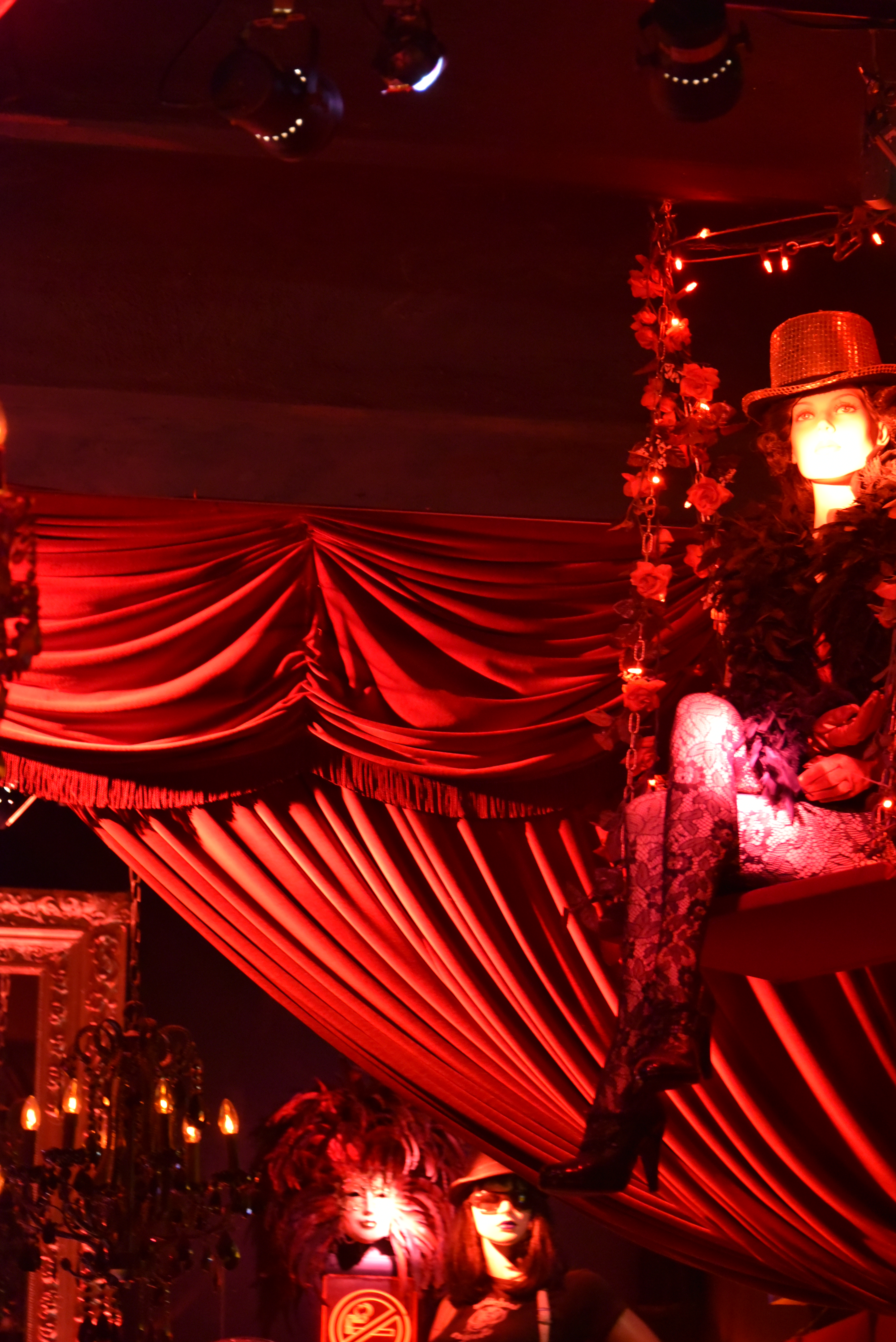
Cabaret Fledermaus, 2015.

En 1967, Gerhard Bronner (1922-2007) fonde dans l'ancien Marietta-Bar, cave-restaurant sise au no  2 de la Spiegelgasse, un nouveau Cabaret Fledermaus qui compte bientôt parmi les plus importants théâtres de cabaret de Vienne. L'écrivain et acteur Helmut Qualtinger, l'animatrice Louise Martini, l'auteur-compositeur André Heller s'y sont produits entre autres. Bronner est directeur artistique du cabaret de 1979 à son départ pour les États-Unis en 1988.
Par la suite, l'écrivain et acteur Götz Kauffmann reprend la salle, mais des comptes déficitaires l'obligent à fermer en 1992. À partir de 1993, le club de jazz Porgy & Bess loue les locaux mais dès 1998, face au succès, en cherche de plus grands. Le promoteur du club, Oliver Riebenbauer, fait alors transformer la salle en discothèque, toujours sous le nom de Cabaret Fledermaus. Elle passe en 2004 aux mains de Wolfgang Strobl et Deborah Heiss. Depuis, en marge de soirées club d'une grande variété musicale, ont lieu également des concerts.